# Alfonsów (województwo mazowieckie)
Alfonsów – wieś sołecka w Polsce, położona w województwie mazowieckim, w powiecie płockim, w gminie Słubice.
| SIMC    | Nazwa           | Rodzaj    |
| ------- | --------------- | --------- |
| 0575309 | Wielki Kierz    | część wsi |
| 0575315 | Wola Skarżyńska | część wsi |

W latach 1975–1998 miejscowość administracyjnie należała do województwa płockiego.